# World Championship Tennis Finals 1984
World Championship Tennis Finals 1984 byl čtrnáctý ročník tenisového turnaje WCT Finals, pořádaný jako předposlední událost mužského okruhu World Championship Tennis. Jednalo se o poslední ročník hraný v rámci samostatného okruhu WCT před jeho opětovným začleněním do Grand Prix. Událost probíhala mezi 24. dubnem až 29 dubnem na koberci dallaské haly Reunion Arena.
Na turnaj se podruhé kvalifikovalo dvanáct nejlepších tenistů z předchozích akcí WCT 1984. Obhájce trofeje Američan John McEnroe ustanovil šestou finálovou účastí v řadě nepřekonaný rekord dallaské akce. Po hladkém průběhu v závěrečném duelu přehrál krajana Jimmyho Connorse, jenž mu dokázal odebrat pouze šest gamů. Připsal si tak čtvrtý z celkových pěti titulů na WCT Finals, sedmé turnajové vítězství v probíhající sezóně a celkově sto druhou trofej kariéry.

## Finále

### Mužská dvouhra
- John McEnroe vs.  Jimmy Connors, 6–1, 6–2, 6–3